# Cartella clinica elettronica

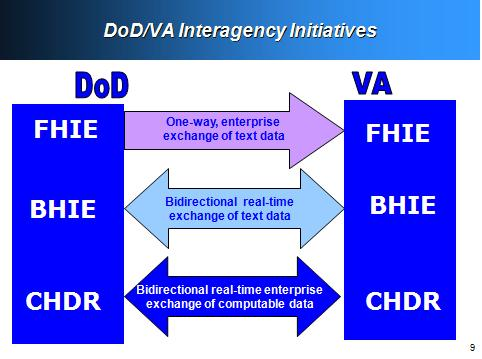
Diagramma di flusso dei dati

La cartella clinica elettronica (in inglese: electronic health record o EHR) è una collezione sistematica di informazioni sulla salute degli individui o di una popolazione in formato digitale. Le cartelle cliniche elettroniche possono includere dati demografici, storia medicale, cure e allergie, stato immunitario, risultati di test di laboratorio, immagini radiologiche, segnali vitali, statistiche personali come età e peso e informazioni di fatturazione.

## Istanze tecniche

### Standard
- ANSI X12 (EDI) - protocolli di transazioni usati per trasmettere i dati dei pazienti.
- La TC/251 del CEN fornisce in Europa standard EHR tra cui:
  - EN 13606, standard di comunicazione per informazioni EHR
  - CONTSYS (EN 13940), supporta continuità di standardizzazione dei dati della salute
  - HISA (EN 12967), uno standard per servizi di comunicazione tra sistemi in un ambiente informativo clinico
- Continuity of Care Record - ASTM International Continuity of Care Record standard
- DICOM - Un protocollo di comunicazione internazionale standard per la rappresentazione e trasmissione di immagini radiologiche e immagini in generale sponsorizzato dal NEMA
- HL7 - un protocollo di comunicazione via testo standardizzato tra l'ospedale e i sistemi di archiviazione medica
- ISO - ISO TC 215 fornisce le specifiche tecniche internazionali per l'EHR. ISO 18308 descrive l'architettura EHR.

#### Specifiche aperte
- openEHR: una comunità aperta allo sviluppo di specifiche per la condivisioni di dati sulla salute con contenuto gestito via web e sviluppato da esperti
- Virtual Medical Record: il modello proposto di HL7 per l'interfacciamento con sistemi di supporto alla decisione clinica.
- SMART (Subsitutable Medical Apps, tecnologie riutilizzabili): una specifica piattaforma aperta per fornire una base standard per applicazioni sanitarie[3].

Vantaggi del fascicolo sanitario elettronico (EHR, electronic health record)
1.  Migliorata accessibilità: Le informazioni sono rapidamente e facilmente accessibili ai fornitori di servizi sanitari autorizzati, indipendentemente dalla loro posizione.
2.  Fonte centralizzata di informazioni: Tutte le informazioni relative alla salute del paziente, come diagnosi, farmaci, vaccinazioni e risultati degli esami, sono memorizzate in un unico luogo.
3.  Riduzione degli errori: Grazie alla documentazione chiara e leggibile e ai sistemi di allerta automatici per possibili interazioni o controindicazioni, si possono ridurre gli errori nella prescrizione dei farmaci e nel trattamento. Inoltre, si riduce la confusione con altri farmaci (LASA: "Look-Alike / Sound Alike"):
3a. Miglioramento della panoramica sui farmaci: Un EHR fornisce una panoramica chiara e completa di tutti i farmaci assunti da un paziente, riducendo la confusione tra farmaci che sembrano o suonano simili (LASA: "Look-Alike / Sound Alike").
3b. Avvisi automatici: Molte cartelle cliniche elettroniche hanno sistemi di allarme integrati che avvisano il medico o il farmacista quando viene prescritto un farmaco ad alto rischio di confusione o non adatto al paziente a causa di interazioni o condizioni preesistenti.
3c. Standardizzazione della prescrizione dei farmaci: L'utilizzo di un EHR può standardizzare i processi di prescrizione, riducendo il rischio di errori.
3d. Migliorata comunicazione tra i fornitori di assistenza sanitaria: Un EHR consente a diversi medici e fornitori di assistenza sanitaria di accedere alle stesse informazioni sui pazienti, migliorando il coordinamento delle cure e riducendo il rischio di errori nei farmaci.
4.  Comunicazione efficiente: Medici, personale infermieristico e altri fornitori di assistenza sanitaria possono comunicare più efficacemente e scambiare informazioni.
5.  Continuità dell'assistenza: La documentazione continua permette un'assistenza ai pazienti senza interruzioni attraverso vari settori di cura.
6.  Analisi dei dati e ricerca: Grandi quantità di dati possono essere utilizzate per la ricerca sanitaria e per migliorare gli standard di trattamento.
7.  Coinvolgimento del paziente: I pazienti possono accedere più facilmente ai loro dati sanitari, incoraggiandoli a partecipare attivamente alla loro assistenza sanitaria.
Risparmio di tempo e costi: Riducendo la documentazione cartacea, gestendo in modo efficiente i dati dei pazienti e evitando esami duplicati, è possibile risparmiare tempo e costi.

## Confronto con i registri cartacei
Sebbene vi siano ancora accesi dibattiti sulla superiorità delle cartelle cliniche elettroniche rispetto ai registri cartacei, la letteratura di ricerca dipinge un quadro più realistico dei loro vantaggi e svantaggi. I registri medici cartacei scritti a mano possono essere difficilmente leggibili, il che può contribuire a errori medici.
L'integrazione delle cartelle cliniche elettroniche può aiutare significativamente la clinica a migliorare l'efficienza, poiché gli strumenti medici digitali possono aiutare il personale a risparmiare tempo e automatizzare una parte significativa delle attività faticose. I registri elettronici possono aiutare nella standardizzazione di moduli, terminologia e inserimento dati. La digitalizzazione dei moduli facilita la raccolta dei dati per studi epidemiologici e clinici.

## Accesso dei pazienti alle cartelle cliniche elettroniche
Fornire informazioni ai pazienti è un elemento centrale dell'assistenza sanitaria orientata al paziente e si è dimostrato avere un impatto positivo sui risultati del trattamento. Fornire ai pazienti l'accesso ai loro documenti medici, comprese le storie cliniche e i risultati dei test attraverso le cartelle cliniche elettroniche, è un diritto legale in alcune parti del mondo.
Ci sono dati che dimostrano che l'accesso dei pazienti può aiutare i pazienti a comprendere le loro condizioni e a coinvolgerli attivamente nel loro trattamento. Ad esempio, fornire alle persone con diabete di tipo 2 l'accesso alle loro cartelle cliniche elettroniche può aiutarle a ridurre i livelli di zucchero nel sangue.
I problemi relativi alla fornitura di accesso alle cartelle cliniche elettroniche per i pazienti includono il rischio di maggiore confusione o ansia, se una persona non comprende o non è in grado di contestualizzare i risultati dei test. Inoltre, molte cartelle cliniche elettroniche non sono progettate per persone con qualsiasi livello di istruzione e non prendono in considerazione le esigenze di persone con un livello di istruzione inferiore o di coloro che non parlano la lingua. L'accesso alle cartelle cliniche elettroniche richiede un certo livello di competenze nell'uso dei dispositivi elettronici, il che aggrava le disuguaglianze per coloro che non hanno accesso o che soffrono di una malattia mentale o fisica che limita il loro accesso al sistema elettronico.